# Káprázás
Ha a szemet a pillanatnyi adaptációs állapotához képest túl nagy fénysűrűség éri, ez látási teljesítmény romlásához vezet. Ez lehet pusztán kényelmetlenség, ekkor zavaró káprázásról beszélünk, de a tárgyak felismerhetőségét is csökkentheti, ekkor a jelenséget rontó káprázásnak nevezzük. Szélsőséges esetben a látás fotokémiai folyamatainak reakcióegyensúlya olymértékben eltolódhat, hogy a látás teljesen lehetetlenné válik, ez a vakítás.
A káprázás oka lehet a rálátás a fényforrásra – ez a közvetlen káprázás – vagy annak valamilyen felületen (pl. asztallap, fényes folyóirat felület, kijelző képernyő stb.) keletkező tükörképe, amikor közvetett vagy tükröző káprázással állunk szemben. 
A látási teljesítményt csökkentő káprázásnak fiziológiai magyarázata adható. Egy adott tárgy szemlélésekor nemcsak a tárgyról kerülnek fénysugarak a szemünk alkotta kép helyére, hanem a kápráztató fényforrás képéről és a szem különböző részein szóródó fényekből összeadódó úgynevezett fátyolfénysűrűség is hozzáadódik a kép fénysűrűségéhez, ez látszólag megnöveli az adaptációs-fénysűrűséget.
A zavarforrások közül kétségtelenül a legnagyobb szerepe a kápráztató fényforrás képének van. Ha a káprázási szöget úgy választjuk meg, hogy ez a kép a perifériára essen, akkor a káprázás mértéke elviselhetőre csökkenthető. A kápráztató hatás jellemzésére empirikus mérőszámokat határoztak meg, ahol figyelembe veszik a kápráztató fényforrás fénysűrűségét, nagyságát, irányát, a háttér és a látótér fénysűrűségét is.